# Centeterus linearis
Centeterus linearis là một loài tò vò trong họ Ichneumonidae.